# Cerritosaurus
Cerritosaurus is een geslacht van proterochampside Archosauromorpha uit het Laat-Trias. Het is gevonden in de Santa Maria-formatie in het Geopark van Paleorrota, Brazilië. Het wordt vertegenwoordigd door de enige soort Cerritosaurus binsfeldi.
Het werd in 1941 verzameld door Antonio Binsfeld in Sanga da Alemoa. In de buurt is er een kleine berg genaamd de Cerrito, waarnaar het geslacht is vernoemd. Het holotype is DGM 334-R, een gedeeltelijk skelet met schedel.